# Rocznik Polskiej Polityki Zagranicznej
Rocznik Polskiej Polityki Zagranicznej – polski periodyk naukowy poświęcony zagadnieniom polskiej polityki zagranicznej w danym roku. Jego tematem są stosunki dwustronne i aktywność polskiej dyplomacji w instytucjach wielostronnych. Na jego łamach podejmowana jest próba bilansu polskiej polityki zagranicznej. We wcześniejszych latach zawierał też kronikę stosunków międzynarodowych oraz skład kadry kierowniczej polskiej służby zagranicznej. Rocznik ukazuje się od 1991. Inicjatorką i redaktorką naczelną była Barbara Wizimirska, następnie Marcin Zaborowski, a obecnie Sławomir Dębski.   
Wydawcą jest Polski Instytut Spraw Międzynarodowych (PISM).